# Nordhavets mænd
Nordhavets mænd er en dansk film fra 1939, der følger sælfangernes liv i polarområdet. Filmen er instrueret af Lau Lauritzen Jr. efter manuskript af Peter Tutein.

## Medvirkende
- Johannes Meyer
- Lau Lauritzen jun.
- Poul Reichhardt
- Gull-Maj Norin
- Knud Almar
- Victor Montell
- Carlo Wieth
- Torkil Lauritzen
- Ingeborg Pehrson

## Handling
Sigurd, der er søn af en hårdhjertet, frygtet og hadet konsul, kan ikke få den pige, han elsker - fordi hendes mor er lappepige - så han tager med som blind passager med "Vesle Kari" til Grønlands vestis. Her forliser skibet, og kun Sigurd og en anden ung mand, Lorens, redder sig i land. De to går efterhånden hinanden så meget på nerverne i det øde nordland, at Sigurd i nødværge dræber Lorens.